# دوکوئین (ایلینوی)
دوکوئین، ایلینوی (به انگلیسی: Du Quoin, Illinois) یک شهر در ایالات متحده آمریکا با جمعیت ۶٬۴۴۸ نفر است که در ایلی‌نوی واقع شده‌است.

## موقعیت جغرافیایی
موقعیت جغرافیایی شهرها و مناطق اطراف به شرح زیر است: